# Liste der Mitglieder des Landtags von Waldeck-Pyrmont 1863–1866
Diese Liste nennt die Liste der Mitglieder des Landtags von Waldeck-Pyrmont 1863–1866.
1852 verabschiedete Fürst Georg Victor die Verfassungsurkunde für die Fürstentümer Waldeck und Pyrmont. Damit wurde ein neues Wahlrecht bestimmt und 1863 der sechste Landtag nach diesem Wahlrecht gewählt. Gewählt wurden 15 Abgeordnete in indirekter Wahl in Mehrpersonenwahlkreisen. Diese Wahlkreise entsprachen den vier Landkreisen, wobei je Kreis vier Abgeordnete gewählt wurden. Ausnahme war Pyrmont, wo drei Abgeordnete gewählt wurden. Rechtsgrundlage der Wahl war das Wahlgesetz vom 17. August 1852 (Wald. Reg. Bl., S. 163) in der Fassung vom 2. August 1856 (Wald. Reg. Bl., S. 75).

## Liste der Abgeordneten
Die so bestimmten Abgeordneten waren: 
| Wahlbezirk           | Abgeordneter              | Anmerkungen         |
| -------------------- | ------------------------- | ------------------- |
| Kreis der Twiste     | Friedrich Bender          |                     |
| Kreis der Twiste     | Wilhelm Weigel            |                     |
| Kreis der Twiste     | Wilhelm Schumann          |                     |
| Kreis der Twiste     | Albert Cuntze             |                     |
| Kreis des Eisenbergs | Johannes Friedrich Emde   |                     |
| Kreis des Eisenbergs | Ludwig Severin            | Präsident           |
| Kreis des Eisenbergs | Friedrich Kahlhöfer       | Bis 23. Mai 1865    |
| Kreis des Eisenbergs | Arnold Canisius           | Ab 31. Oktober 1865 |
| Kreis des Eisenbergs | Carl Hagemann             | Bis 24. Juni 1865   |
| Kreis des Eisenbergs | Daniel Böhle              | Ab 31. Oktober 1865 |
| Kreis der Eder       | Leopold Waldeck           |                     |
| Kreis der Eder       | Ernst Schäffer            |                     |
| Kreis der Eder       | Wilhelm Gleisner          |                     |
| Kreis der Eder       | Heinrich Döring           |                     |
| Kreis Pyrmont        | Hermann Neumann           |                     |
| Kreis Pyrmont        | Wilhelm Schleicher        |                     |
| Kreis Pyrmont        | Johann Seebohm            | Bis 1865            |
| Kreis Pyrmont        | Christian Heinrich Gruner | Ab 31. Oktober 1864 |